# Drużynowe Mistrzostwa Polski na Żużlu 1988
Drużynowe Mistrzostwa Polski na Żużlu 1988 – 41. edycja drużynowych mistrzostw Polski, organizowanych przez Polski Związek Motorowy (PZM). W sezonie 1988 po rozszerzeniu ligi, do rozgrywek pierwszej ligi przystąpiło dziesięć zespołów, natomiast w drugiej lidze walczyło osiem drużyn.
Zwycięzca najwyższej klasy rozgrywkowej (I Ligi) zostaje Drużynowym Mistrzem Polski na Żużlu w sezonie 1988. Obrońcą tytułu z poprzedniego sezonu jest Unia Leszno, która triumfowała także w tym sezonie.

## Pierwsza Liga
| Poz. | Klub                 | Pkt. | Z      | R | P      | +/−  |
| ---- | -------------------- | ---- | ------ | - | ------ | ---- |
| 1    | Unia Leszno          | 37   | 16 (5) | 0 | 2      | +334 |
| 2    | ROW Rybnik           | 26   | 11 (4) | 1 | 6 (1)  | +188 |
| 3    | Polonia Bydgoszcz    | 26   | 11 (4) | 0 | 7      | +167 |
| 4    | Falubaz Zielona Góra | 23   | 9 (3)  | 3 | 6 (1)  | +60  |
| 5    | Stal Gorzów          | 21   | 9 (1)  | 3 | 6 (1)  | +10  |
| 6    | Wybrzeże Gdańsk      | 16   | 9 (1)  | 0 | 9 (3)  | –45  |
| 7    | Apator Toruń         | 12   | 6 (1)  | 2 | 10 (3) | –57  |
| 8    | Unia Tarnów          | 12   | 6 (1)  | 2 | 10 (3) | –121 |
| 9    | Stal Rzeszów         | 9    | 5 (1)  | 1 | 12 (3) | –174 |
| 10   | Kolejarz Opole       | -3   | 1      | 2 | 15 (7) | –362 |

W nawiasach podano liczbę zwycięstw za trzy punkty, lub porażek za minus jeden punkt (różnicą 25 punktów biegowych).
Mecz Stal Gorzów – Unia Leszno zakończył się walkowerem dla Leszna. W tym meczu nie przyznano zwycięstwa za trzy punkty.

## Druga Liga
| Poz. | Klub                  | Pkt. | Z      | R | P      | +/−  |
| ---- | --------------------- | ---- | ------ | - | ------ | ---- |
| 1    | Ostrovia Ostrów       | 23   | 11 (1) | 0 | 3      | +145 |
| 2    | Sparta Wrocław        | 23   | 10 (3) | 0 | 4      | +182 |
| 3    | Motor Lublin          | 17   | 7 (3)  | 0 | 7      | +100 |
| 4    | Włókniarz Częstochowa | 16   | 7 (3)  | 0 | 7 (1)  | +71  |
| 5    | Śląsk Świętochłowice  | 14   | 6 (2)  | 1 | 7 (1)  | –47  |
| 6    | Start Gniezno         | 10   | 5 (1)  | 1 | 8 (2)  | –89  |
| 7    | GKM Grudziądz         | 6    | 5      | 0 | 9 (4)  | –141 |
| 8    | KKŻ Krosno            | 3    | 4      | 0 | 10 (5) | –221 |

W nawiasach podano liczbę zwycięstw za trzy punkty, lub porażek za minus jeden punkt (różnicą 25 punktów biegowych).

## Baraże
| Stal Rzeszów 9. miejsce w I Lidze | 106:73 | Sparta Wrocław 2. miejsce w II Lidze |
| --------------------------------- | ------ | ------------------------------------ |
| Wrocław                           | 47:42  | Rzeszów                              |
| Rzeszów                           | 64:26  | Wrocław                              |